# Nick Roux
Nick Roux (ur. 13 grudnia 1990 w Trabuco Canyon) – amerykański aktor i piosenkarz. Znany głównie z roli Scotta w filmie Lemoniada Gada. Zagrał w dwóch odcinkach serialu Czarodzieje z Waverly Place oraz epizodyczną rolę w serialu Nie ma to jak statek.

## Filmografia
- Pretty Little Liars (2014)
- Jane by Design (2012) - jako Billy Nutter
- Czarodzieje z Waverly Place (2011) - jako Chase Riprock
- Lemoniada Gada (2011) - jako Scott
- Nie ma to jak statek (2010) - jako Jean Luc